# Christopher Tai
Christopher Correia Tai (ur. 30 listopada 1981) – kanadyjski aktor filmowy i telewizyjny.

## Wybrana filmografia

### Seriale
- 2003: Degrassi: Nowe pokolenie – chłopak na gorącej linii
- 2004: Doc – Yoshi
- 2003–2004: Dziwne przypadki w Blake Holsey High – Tyler Jessop
- 2005: Szczęśliwa karta – Monty
- 2013: Nikita – Enrique
- 2014: Piękna i Bestia – strażak Franz
- 2014: Głosy – oficer w mundurze
- 2014: Transporter – Traid
- 2016: Between – kierowca Horatio
- 2016: Designated Survivor – komandos z marynarki wojennej
- 2016: Korporacje przyszłości – Blaine
- 2018: Uprowadzona – rybak
- 2019: First Person – muskularny mężczyzna#2